# Antoon Wemaer
Antoine Jean Philippe Wemaer (Brugge, 23 januari 1812 – aldaar, 17 december 1875) was een Belgisch rooms-katholiek priester en grootvicaris van het bisdom Brugge. Hij was ook de begeleider van Guido Gezelle in diens politieke activiteiten.

## Levensloop
Antoon was de zesde van de zeven kinderen van de handelaar Antonius Wemaer en van Maria Heene. Het welgestelde gezin woonde in de Witte-Leertouwersstraat, waar de vader handel dreef in lijnwaad en wijnen.
Hij volbracht zijn humaniorastudies bij de minderbroeders in Tielt, vanaf 1825, na de sluiting van dit college, in het Brugse atheneum, om met de retorica af te sluiten na 1830 in het Klein Seminarie Roeselare, waar hij Johan Joseph Faict (1813-1894) leerde kennen, met wie hij een levenslange vriendschap sloot. Hij vervolgde met de theologische studies aan het Grootseminarie in Gent en werd in december 1835, samen met Ferdinand Van de Putte, als een van de eerste nieuwgewijden voor het herstelde bisdom Brugge, tot priester gewijd door bisschop René Boussen.
Als eerste functie werd hij bewaker en leraar aan het Klein Seminarie in Roeselare. In oktober 1840 werd hij professor aan het grootseminarie in Brugge, belast met de cursussen liturgie en kerkgeschiedenis. In 1843 werd hij daarbij nog inspecteur van de scholen in het district Brugge. In oktober 1850 werd hij directeur van het Brugse seminarie, wat er toe leidde dat hij in 1854 tot erekanunnik van de Sint-Salvatorskathedraal werd benoemd. In 1863 werd hij ook prosynodaal examinator.
In september 1864 werd zijn vriend Faict bisschop van Brugge en de maand daarop werd Wemaer zijn vicaris-generaal. Dit leverde hem de eretitels op van huisprelaat van paus Pius IX (1866) en van apostolisch protonotarius (1870). Binnen het Sint-Salvatorskapittel werd hij cantor (1866) en aartspriester (1870). Als woonst koos hij de vroegere proosdij, langs de Dijver, eigendom geworden van de familie van Caloen en waarin hij de opvolging nam van zijn vriend Faict.

## Wemaer en Guido Gezelle
Directeur Wemaer maakte vanaf 1850 kennis met Gezelle, die destijds seminarist was. In 1851 gaf hij hem een lesopdracht aan de Zondagsschool op de parochie van de Heilige Magdalena. Hij werd de biechtvader van de jonge Gezelle. Er was ook een goede relatie met vader Pieter Jan Gezelle, die niet alleen de tuinman van het seminarie bleef, maar ook bomen en tuinmateriaal mocht leveren en instond voor de verkoop van in de tuin gewonnen fruit. 
Tijdens zijn leraarschap in Roeselare bleef Gezelle in regelmatig contact met Wemaer die hem over allerhande zaken adviseerde. In die periode deed Wemaer op hem beroep voor het schrijven van teksten en voor vertalingen.
Toen Gezelle eenmaal in Brugge werkzaam was, duurde het niet lang of Wemaer deed op hem beroep om de politieke leiding te nemen van 't Jaer 30, de strijdend katholieke en volkse krant die vanaf 1864 door de drukker Van den Berghe werd uitgegeven. Gezelle belde regelmatig bij Wemaer aan, om er instructies te krijgen over hoe en waarover hij moest schrijven. Talrijke schriftelijke directieven vulden de mondelinge discussies aan.
In 1865 nam Wemaer het initiatief om Gezelle (en Weale) ertoe aan te zetten een Vlaams blad te stichten dat speciaal was gericht op de gezinnen. Het werd Rond den Heerd.